# Artevelde (Schiff, 1959)
Die Artevelde war eine belgische Auto- und Personenfähre, die später unter griechischer Flagge in der Ägäis fuhr und schließlich während des Umbaus zum Kreuzfahrtschiff in Brand geriet und sank.

## Bau und technische Daten
Das Schiff (IMO-Nummer 5025586) wurde 1958/59 mit der Baunummer 794 auf der Werft von Cockerill-Ougrée in Hoboken an der Schelde gebaut und lief dort am 1. Februar 1959 vom Stapel. Es war 116,85 m lang und 15,96 breit, hatte 3,89 m Tiefgang, war mit 2812 BRT und 1417 NRT vermessen und hatte 775 tdw Tragfähigkeit. Das Schiff konnte 985 Passagiere (davon 135 in Betten), 160 PKW und sieben Busse transportieren. Zwei 12-Zylinder-Zweitakt-Schiffsdieselmotoren des Typs 12MD-510 von Sulzer leisteten 7061 kW und ermöglichten eine Reisegeschwindigkeit von 21 Knoten.

## Geschichte

### Ärmelkanalfähre
Die Artevelde wurde am 28. Mai 1958 an die staatliche Bestuur van het Zeewezen/Administration de la Marine (Belgische Seefahrtsverwaltung; Belgian Marine) abgeliefert und machte ihre Jungfernfahrt über den Ärmelkanal am 2. Juni 1959 auf der Strecke Ostende – Dover. Auf dieser Strecke fuhr sie bis 1974, wobei es dreimal zu erheblichen Havarien kam:
- Am 14. November 1967 kollidierte die Fähre in dichtem Nebel mit dem dänischen Motorfrachter Alameda[2] und erlitt dabei schwere Schäden an Brücke und Vorschiff. Nach Reparatur bei Beliard & Crighton in Antwerpen war sie am 13. Dezember 1967 wieder in Fahrt.
- Am 7. Oktober 1970 kollidierte die Artevelde beim Auslaufen aus Dover in sternklarer Nacht etwa 1200 m vor der Hafeneinfahrt mit dem einlaufenden britischen 137-BRT-Kümo Seacon der Sea & Continental Waterways Transport Ltd.,[3] London, das daraufhin kenterte und sank; seine vierköpfige Besatzung konnte sich in ein Schlauchboot retten. Nach sechs Wochen Werftaufenthalt, um die Schäden an ihrem Bug zu beheben, nahm die Artevelde ihren Dienst wieder auf.[4]
- Am 23. August 1974 kollidierte die Artevelde mit der Anlegebrücke 1 in Dover Eastern Docks, was wiederum eine längere Reparatur notwendig machte.

Danach wurde das Schiff für vier Wochen als Schulschiff für die Hogere Zeevaartschool (Höhere Seefahrtsschule) in Antwerpen genutzt und dann 1975 als Reserveschiff aufgelegt. Vom 30. Juni bis zum 25. September 1976 wurde es noch einmal im Fährdienst eingesetzt, gechartert von Sealink UK für die Strecke Dover – Calais. Die letzte Rückreise über den Ärmelkanal erfolgte am 26. September.

### Ägäis-Fähre
Die Artevelde wurde am 3. Oktober 1976 an die griechische Reederei Agapitos Brothers aus Piräus verkauft und in Aigaion (Αιγαίων) umbenannt und lief am 6. November 1976 aus Ostende nach Griechenland aus. Im Juni 1977 begann sie ihren Dienst zwischen Piräus und den griechischen Inseln Kos und Rhodos, mit Abfahrten montags und mittwochs von Piräus über Paros, Naxos und Kalymnos nach Kos und Rhodos, samstags von Piräus über Tinos und Mykonos nach Kos und Rhodos. Bereits im November 1977 wurde sie auf die Linie Piräus – Syros – Tinos – Mykonos – Ikaria – Samos verlegt. Im April 1978 wurde diese Route auf Piräus – Syros – Paros – Naxos – Ikaria – Samos geändert und ab Januar 1979 bis Mitte 1989 wurde auf der Fahrt von und nach Ikaria und Samos nur noch Paros angelaufen. Am 13. November 1983 lief die Aigaion vor Paros auf Grund, erlitt dabei erheblichen Wassereinbruch im Maschinenraum und musste von Dezember 1983 bis Januar 1984 in Piräus repariert werden.
Im Juni 1989 wurde das Schiff auf die lukrative Kykladen-Linie Piräus – Paros – Naxos – Ios – Santorin transferiert. Dabei blieb es auch, als die Reederei im Oktober 1992 in die Agapitos Lines und die Agapitos Express Ferries geteilt wurde und die Aigaion dabei zur letzteren kam. Im November 1993 wurde das Schiff, das die Altersbegrenzung für Fährschiffe von 35 Jahren erreicht hatte, in Perama aufgelegt; ihr Ersatz war die Express Santorini, die 1974 gebaute ehemalige Chartres der SNCF.

### Ende
1995 wurde das Schiff zunächst nach Elefsina und schließlich nach Drapetsona verholt. Dort sollte es auf der Werft von Vasiliadis zum Tagesausflugschiff umgebaut werden; die Agapitos Express Ferries plante, das Schiff unter dem neuen Namen Kallisti auf der Strecke Heraklion – Santorin einzusetzen. Bei den Arbeiten geriet das Schiff am 19. Februar 1996 in Brand. Als dieser nicht unter Kontrolle gebracht werden konnte, wurde das Schiff vom Kai in den Saronischen Golf geschleppt. Infolge eines fehlerhaften Schleppermanövers kenterte und sank das Schiff dabei in der Nähe der kleinen Insel Atalanti zwischen Psyttalia und Salamis.